# 홍해아
홍해아(紅孩兒)는 《서유기(西遊記)》에서 나오는 가공 인물로, 성영대왕(聖嬰大王)이라고도 한다. 우마왕(牛魔王)과 철선공주(鐵扇公主)의 아들로, 화염산(火燄山)에서 3백 년 동안 수행하며 눈과 코, 입에서 화염을 뿜게 하는 수법인 삼매진화(三昧眞火)를 단련했다.

## 생애
고송간(枯松澗)이라는 계곡의 화운동(火雲洞)이라는 동굴에서 요괴 노릇을 하고 있었으며, 불로장생을 위해 삼장법사(三藏)를 잡아먹으려고 납치했다. 이에 손오공(孫悟空)은 홍해아의 아버지인 우마왕(牛魔王)과 5백 년 전 의형제를 맺은 사이임을 강조하며 삼장법사의 석방을 요구했지만, 홍해아는 이를 무시하고 손오공을 공격했다.
이후 저팔계(猪八戒)까지 끼어들어 싸움이 홍해아 측에 오행차(五行車) 불리해지자 삼매진화(三昧眞火)를 써서 손오공 일행을 물리쳤으며, 손오공은 이를 깨뜨리기 위해 동해용왕(東海龍王)의 도움을 받았지만 소용이 없었다. 결국 손오공은 관음보살(觀音菩薩)의 도움을 받기로 했으며, 관음보살은 홍해아의 공격을 보고 도망치는 척 하며 홍해아가 연화대(蓮花臺) 위에 앉도록 유도한 뒤 연화대를 천강도(天罡刀)로 바꾸어 홍해아의 다리를 찔러 붙잡았다.
이후 관음보살은 홍해아를 제자로 삼았으며, 선재동자(善財童子)로 불렀다.